# Viggo Jensen (football, 1947)
Pour les articles homonymes, voir Viggo Jensen.
Viggo Biehl Jensen, né le 15 septembre 1947 à Esbjerg au Danemark, est un footballeur international danois, devenu entraîneur à l'issue de sa carrière, qui évoluait au poste de milieu de terrain.

## Biographie

### Carrière de joueur
Viggo Jensen dispute deux matchs en Ligue des champions, et deux matchs en Coupe des coupes,.

### Carrière internationale
Viggo Jensen compte huit sélections avec l'équipe du Danemark entre 1971 et 1973. 
Il est convoqué pour la première fois par le sélectionneur national Rudi Strittich pour un match amical contre l'Allemagne de l’Ouest le 30 juin 1971 (défaite 3-1). Il reçoit sa dernière sélection le 21 novembre 1973 contre la France (défaite 3-0).

## Palmarès

### En tant que joueur
- Avec l'Esbjerg fB
  - Champion du Danemark en 1965

- Avec le B 1909 Odense
  - Champion du Danemark de D2 en 1970
  - Vainqueur de la Coupe du Danemark en 1971

- Avec le Bayern Munich
  - Champion d'Allemagne en 1974

### En tant qu'entraîneur
- Avec l'Esbjerg fB
  - Champion du Danemark de D2 en 2001

- Avec le Silkeborg IF
  - Champion du Danemark de D2 en 2004

### Distinction personnelle
- Meilleur entraîneur danois de l'année en 1988